# Red Bull Salzburg

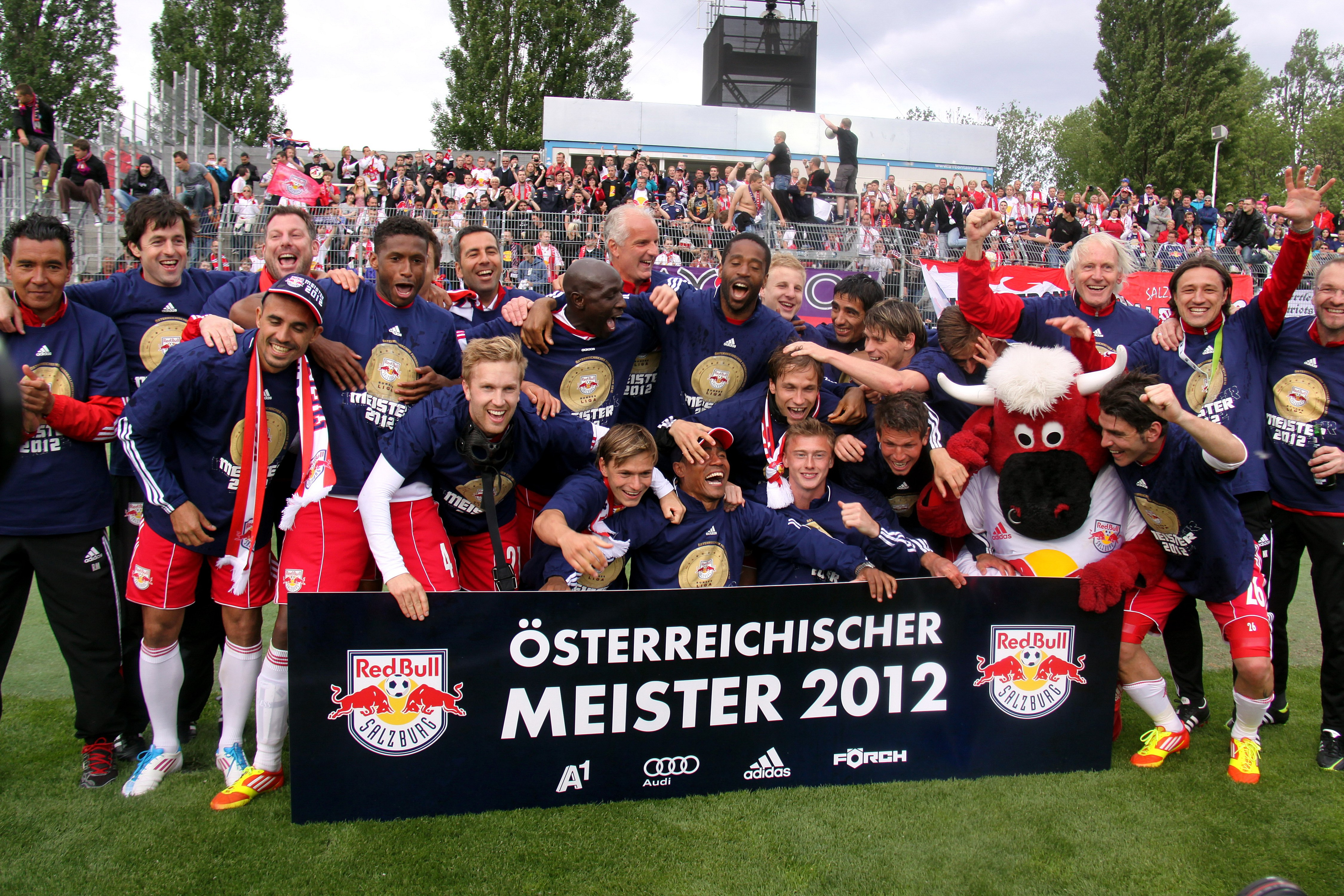
FC Red Bull Salzburg 2012

Red Bull Salzburg is een Oostenrijkse voetbalclub uit Wals-Siezenheim, Salzburg. De club speelt in de hoogste divisie van Oostenrijk, de Bundesliga. Red Bull Salzburg speelt in de Red Bull Arena. De beloften van RB Salzburg spelen onder de naam FC Liefering in de 2. Liga op het tweede niveau. Als de club Europese wedstrijden speelt doen ze dit onder de naam FC Salzburg omdat de UEFA sponsornamen verbiedt.

## Geschiedenis
De club is op 13 september 1933 opgericht onder de naam SV Austria Salzburg. In 1950 werd de club opgeheven en hetzelfde jaar op 1 juni opnieuw opgericht. Austria Salzburg was een fusie tussen FC Rapid Salzburg en FC Hertha Salzburg. Om politieke onafhankelijkheid te tonen werden paars en wit als clubkleuren gekozen. Deze kleuren behoorden tot geen enkele politieke partij. In 1953 promoveerde de club voor het eerst naar de hoogste divisie van Oostenrijk. Na enkele keren promoveren en degraderen is de club vanaf 1989 onafgebroken in de Oostenrijkse Bundesliga. In 1978 werd de naam veranderd in SV Casino Salzburg, dit om de sponsor Österreichischen Spielbanken AG tevreden te stellen. In 1997 veranderde de naam in SV Wüstenrot Salzburg, maar de roepnaam bleef Austria Salzburg. Vanaf 3 juni 2005 werd de naam gewijzigd in FC Red Bull Salzburg, naar sponsor Red Bull.
Na deze naamswijziging werd een nieuwe amateurclub met de naam SV Austria Salzburg opgericht door supporters. De reden hiervoor was dat het bedrijf Red Bull de geschiedenis van het originele Austria Salzburg compleet uitwist, alle prijzen die het echte Austria Salzburg ooit heeft gewonnen of de geschiedenis van de club is compleet uitgewist. Alsof de club nooit bestaan heeft. Volgens Red Bull is de oprichtingsdatum van RB Salzburg dan ook 3 juni 2005 in tegenstelling tot de originele oprichtingsdatum. De echte supporters van Austria Salzburg waren het hier niet mee eens en gingen hierom in protest. Vanuit Red Bull kwam de eis dat alle paars en witte uitingen voor de oude club verboden werden. Met als gevolg dat supporters zelfs een stadionverbod kregen. Hier gingen de echte supporters uiteraard niet mee akkoord en gingen in overleg met Red Bull. Hier kwam uit dat de keeper paarse sokken mocht dragen als compromis. Uiteraard gingen de supporters hiermee niet akkoord en richtten hun eigen club op en bouwden hun eigen stadion. Deze club ging van start in de lagere regionale voetbalcompetities.
In mei 2006 trok RB Salzburg gelijk de Duitse recordinternational Lothar Matthäus en de Italiaan Giovanni Trapattoni aan. Opdracht was om opnieuw de landstitel te behalen. Daarin slaagden beide coaches; desondanks werd Matthäus in juni 2007 ontslagen. Op 13 maart 2008 werd de Nederlander Co Adriaanse hoofdtrainer. Met Adriaanse werd de club in mei 2009 voor de tweede keer in de geschiedenis kampioen. Ondanks de landstitel ging de club niet verder met de hoofdcoach. Hij werd vervangen door landgenoot Huub Stevens. In het eerste seizoen van Stevens werd Red Bull Salzburg kampioen, het jaar erna werd Stevens op 7 april 2011 ontslagen. 
Sinds de overname door Red Bull werd het in meer van de helft van de seizoenen landskampioen van Oostenrijk. Tussen 2014 en 2022 werd het negen maal op rij kampioen. In Europees verband ging het moeizamer met die Bullen. Pas in 2019/20 lukte het voor de eerste keer om de groepsfase van de UEFA Champions League te bereiken. De elf seizoenen ervoor werd het telkens in de voorrondes uitgeschakeld.

## Erelijst

### Nationaal
- Landskampioen

Winnaar (17): 1993/94, 1994/95, 1996/97, 2006/07, 2008/09, 2009/10, 2011/12, 2013/14, 2014/15, 2015/16, 2016/17, 2017/18, 2018/19, 2019/20, 2020/21, 2021/22, 2022/23
Runner-up (8): 1991/92, 1992/93, 2005/06, 2007/08, 2010/11, 2012/13, 2023/24, 2024/25
- 2. Liga

Winnaar (2): 1977/78, 1986/87
- ÖFB Pokal

Winnaar (9): 2011/12, 2013/14, 2014/15, 2015/16, 2016/17, 2018/19, 2019/20
Finalist (5): 1973/74, 1979/80, 1980/81, 1999/00, 2017/18
- Oostenrijkse supercup

Winnaar (3): 1994, 1995, 1997

### Internationaal
- UEFA Cup

Finalist (1): 1993/94
- Mitropacup

Finalist (1): 1971

#### Jeugd
- UEFA Youth League

Winnaar (1): 2016/17
Finalist (1): 2021/22
Halvefinalist (2): 2019/20, 2024/25
- FIFA Youth Cup

Winnaar (1): 2024

## Overzichtslijsten

### Eindklasseringen sinds 1950
- 1950 7e
2. Liga
- 1951 3e
2. Liga
- 1952 3e
2. Liga
- 1953 1e
2. Liga
- 1954 9e
Bundesliga
- 1955 8e
Bundesliga
- 1956 13e
Bundesliga
- 1957 13e
Bundesliga
- 1958 1e
2. Liga
- 1959 1e
2. Liga
- 1960 11e
Bundesliga
- 1961 12e
Bundesliga
- 1962 1e
2. Liga
- 1963 13e
Bundesliga
- 1964 2e
2. Liga
- 1965 1e
2. Liga
- 1966 13e
Bundesliga
- 1967 2e
2. Liga
- 1968 12e
Bundesliga
- 1969 6e
Bundesliga
- 1970 8e
Bundesliga
- 1971 2e
Bundesliga
- 1972 4e
Bundesliga
- 1973 7e
Bundesliga
- 1974 8e
Bundesliga
- 1975 7e
Bundesliga
- 1976 4e
Bundesliga
- 1977 10e
Bundesliga
- 1978 1e
2. Liga
- 1979 6e
Bundesliga
- 1980 6e
Bundesliga
- 1981 9e
Bundesliga
- 1982 9e
Bundesliga
- 1983 5e
Bundesliga
- 1984 10e
Bundesliga
- 1985 15e
Bundesliga
- 1986 6e
2. Liga
- 1987 1e
2. Liga
- 1988 2e
2. Liga
- 1989 4e
2. Liga
- 1990 6e
Bundesliga
- 1991 5e
Bundesliga
- 1992 2e
Bundesliga
- 1993 2e
Bundesliga
- 1994 1e
Bundesliga
- 1995 1e
Bundesliga
- 1996 8e
Bundesliga
- 1997 1e
Bundesliga
- 1998 4e
Bundesliga
- 1999 4e
Bundesliga
- 2000 6e
Bundesliga
- 2001 6e
Bundesliga
- 2002 6e
Bundesliga
- 2003 3e
Bundesliga
- 2004 7e
Bundesliga
- 2005 9e
Bundesliga
- 2006 2e
Bundesliga
- 2007 1e
Bundesliga
- 2008 2e
Bundesliga
- 2009 1e
Bundesliga
- 2010 1e
Bundesliga
- 2011 2e
Bundesliga
- 2012 1e
Bundesliga
- 2013 2e
Bundesliga
- 2014 1e
Bundesliga
- 2015 1e
Bundesliga
- 2016 1e
Bundesliga
- 2017 1e
Bundesliga
- 2018 1e
Bundesliga
- 2019 1e
Bundesliga
- 2020 1e
Bundesliga
- 2021 1e
Bundesliga
- 2022 1e
Bundesliga
- 2023 1e
Bundesliga
- 2024 2e
Bundesliga
- 2025 2e
Bundesliga

- Bundesliga
- 2. Liga

### Salzburg in Europa
Salzburg speelt sinds 1971 in diverse Europese competities. Hieronder staan de competities en in welke seizoenen de club deelnam:
- Champions League (21x)

1994/95, 1995/96, 1997/98, 2006/07, 2007/08, 2009/10, 2010/11, 2012/13, 2013/14, 2014/15, 2015/16, 2016/17, 2017/18, 2018/19, 2019/20, 2020/21, 2021/22, 2022/23, 2023/24, 2024/25, 2025/26
- Europa League (13x)

2009/10, 2010/11, 2011/12, 2013/14, 2014/15, 2015/16, 2016/17, 2017/18, 2018/19, 2019/20, 2020/21, 2022/23, 2025/26
- Europacup II (1x)

1980/81
- UEFA Cup (9x)

1971/72, 1976/77, 1992/93, 1993/94, 1997/98, 2003/04, 2006/07, 2007/08, 2008/09
- Intertoto Cup (2x)

1998, 2000
- Mitropacup (1x)

1971
Bijzonderheden Europese competities:
| Bijzonderheid                 | Datum      | Tegenstander       | Uitslag | Plaats     | Naam             | Aantal |
| ----------------------------- | ---------- | ------------------ | ------- | ---------- | ---------------- | ------ |
| Hoogste overwinning           | 17-07-2008 | Banants Erevan     | 7-0     | Wenen      |                  |        |
| Hoogste nederlaag             | 17-09-1980 | Fortuna Düsseldorf | 0-5     | Düsseldorf |                  |        |
| Hoogste nederlaag             | 27-11-2003 | AC Parma           | 0-5     | Parma      |                  |        |
| Speler met meeste wedstrijden | 29-11-2023 |                    |         |            | Andreas Ulmer    | 134    |
| Speler met meeste doelpunten  | 29-09-2016 |                    |         |            | Jonathan Soriano | 25     |

UEFA Club Ranking: 39 (17-01-2024)

## Bekende (oud-)Roten Bullen

### Spelers
- Valon Berisha
- Péter Gulácsi
- Erling Håland
- Stefan Ilsanker
- Marc Janko
- Kevin Kampl
- Naby Keïta
- Niko Kovač
- Stefan Lainer
- Sadio Mané
- Takumi Minamino
- André Ramalho
- Jacob Rasmussen
- Marcel Sabitzer
- Xaver Schlager
- Benjamin Šeško
- Luka Sučić
- Dominik Szoboszlai
- Maximilian Wöber
- Hannes Wolf

### Trainers
- Co Adriaanse
- Óscar García
- Adi Hütter
- Matthias Jaissle
- Thomas Letsch
- Pepijn Lijnders
- Jesse Marsch
- Marco Rose
- Roger Schmidt
- Huub Stevens
- Giovanni Trapattoni